# Хабитат 67
Хабитат 67 е жилищен комплекс в Монреал, проектиран от архитекта Моше Сафди от 1966 до 1967 г. Комплексът е построен във връзка с изложението „Експо 67“, което е превърнато в едно от най-големите световни изложeния и е свързано с дома и жилищното строителство.
Главният строителен елемент на комплекса е кубът. В сградата са използвани 345 куба, подредени един към друг и организирани в 146 жилища . Голяма част от жилищата имат собствена градина или открита тераса, както и изглед към града и залива. Архитектурният стил е брутализъм, като външното оформление се характеризира основно с голи бетонни повърхности..